# Evangheliarul de la Voroneț

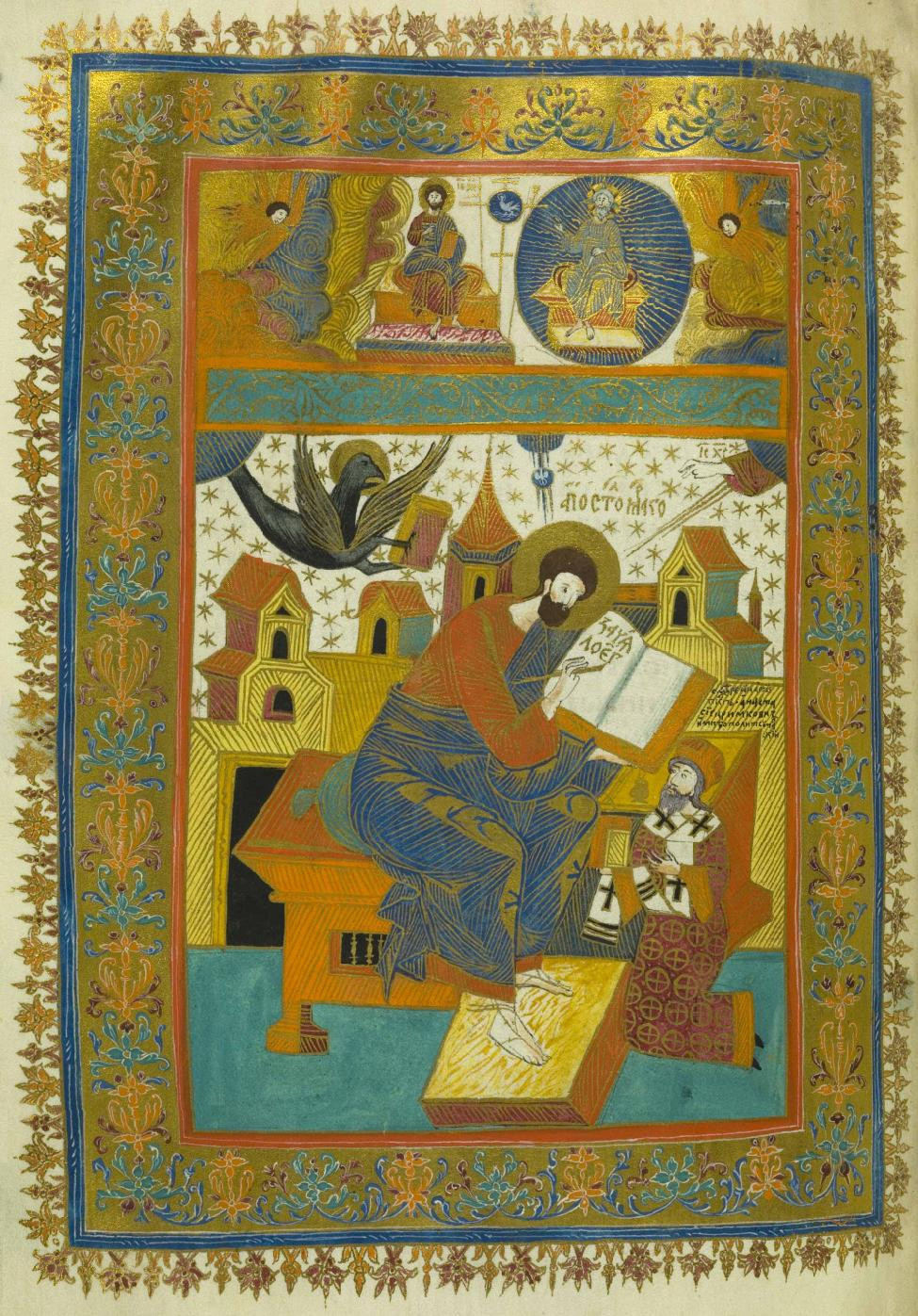
Evanghelistul Ioan și mitropolitul Anastasie Crimca

Evangheliarul de la Voroneț este un manuscris slavon realizat în anii 1614-1617 la comanda mitropolitului Anastasie Crimca. Volumul este alcătuit din 356 de file, în format 36 × 25 cm.
Evangheliarul s-a aflat în folosința Mănăstirii Krechow din Galiția. În secolul al XIX-lea a ajuns în proprietatea bibliotecii universității din Lemberg. Din 1946 se află în Varșovia, la Biblioteca Națională a Poloniei.